# Hendrik Graauw
Hendrik Graauw (Hoorn, 1627 - Alkmaar, 10 december 1693) was een Noord-Nederlands kunstschilder, decoratieschilder, graveur, etser en tekenaar.

## Biografie
Graauw begon zijn artistieke opleiding bij Pieter de Grebber, waarna hij zijn opleiding vervolgde bij Jacob van Campen. Bij Van Campen bleef hij acht jaar, een periode die een belangrijke invloed heeft gehad op zijn werk. Hij zou ook een leerling zijn geweest van Johannes Bronckhorst en Caesar van Everdingen.
In de periode 1647-1648 werkte Graauw samen met Van Campen en De Grebber aan de Oranjezaal van Huis ten Bosch in Den Haag, hoewel zijn specifieke bijdragen aan dit project niet precies zijn vastgelegd. Daarnaast schilderde hij putti op de orgelluiken van de door Van Campen ontworpen orgelkast in de Laurenskerk te Alkmaar; deze putti werden echter in de achttiende eeuw overschilderd.
In 1648 vertrok hij samen met Matthias Withoos via Livorno naar Rome, waar hij tot 1651 verbleef.
Na zijn verblijf in Rome keerde Graauw terug naar Nederland en vestigde hij zich in Amsterdam, waar hij van 1662 tot 1670 actief was. In 1670 verhuisde hij naar Utrecht, maar door de oorlogsomstandigheden van het Rampjaar (1672) keerde hij terug naar Hoorn, waar hij van 1672 tot 1686 verbleef.
In 1686 verhuisde Graauw naar Alkmaar, waar hij dat jaar meester werd in het Sint-Lucasgilde. Volgens Houbraken was hij in deze periode niet erg productief meer. Hij overleed er op 10 december 1693 en werd begraven in Heiloo.
Gedurende zijn carrière bleef Graauw ongehuwd.
- Biografisch Portaal: 21530032
- Digitale Bibliotheek voor de Nederlandse Letteren: graa053
- RKD-Nederlands Instituut voor Kunstgeschiedenis: 33180
- Union List of Artist Names: 500045535
- Virtual International Authority File: 95980879